# Kościół poewangelicki w Zawoni
Kościół poewangelicki – dawna świątynia protestancka znajdująca się we wsi Zawonia, w powiecie trzebnickim, w województwie dolnośląskim.
Jest to budowla w stylu klasycystycznym, wybudowana około 1800 roku, następnie została rozbudowana o wieżę w 1936 roku. Kościół jest murowany, na planie prostokąta. Posiada trójbocznie zakończone, niewyodrębnione prezbiterium, natomiast od strony południowej jest dobudowana wspomniana wyżej czworokątna wieża.
W marcu 2016 roku gmina Zawonia rozpoczęła realizację projektu adaptacji dawnej świątyni ewangelickiej na cele kulturalne. Projekt ten jest współfinansowany ze środków Europejskiego Funduszu Rozwoju Regionalnego w ramach poddziałania 4.3.1 Dziedzictwo kulturowe – konkursy horyzontalne – nabór na OSI Regionalnego Programu Operacyjnego Województwa Dolnośląskiego 2014–2020.